# Zalakomár
Zalakomár je městys v Maďarsku, nacházející se v župě Zala, spadající pod okres Nagykanizsa. V roce 2015 zde žilo 2960 obyvatel. Zalakomár se nachází asi 18 km severovýchodně od Nagykanizsy a asi 29 km od Balatonu. Prochází jím maďarská dálnice M7. Přestože byla obec dlouho obývána už předtím, oficiálně byla založena v roce 1969 sjednocením Zalakomáru s Komárvárosem.